# Roman de Fergus

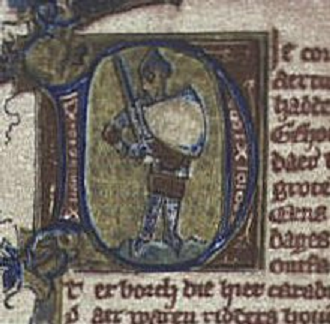
Image tirée d’une traduction du Roman de Fergus

Le Roman de Fergus est un roman arthurien d'origine picarde, écrit au XIIIe siècle par Guillaume le Clerc de Picardie, en picard. Le roman raconte l'histoire de Fergus, fils de Soumilloit (Somhairle en langue écossaise), un jeune homme d'origine modeste qui devient un redoutable chevalier.
Le roman est une parodie de la genre arthurienne composé à la cour du roi écossais Guillaume le Lion, peu après 1200 et la première œuvre vernaculaire et non-celtique d'origine écossaise.
Le Fergus du titre est, lui aussi, une parodie du roi ou prince Fergus de Galloway (mort en 1161). Autrefois on pensait que le roman avait été composé pour le fils dudit Fergus, Alan de Galloway ou peut-être son petit-fils Roland, mais les historiens actuels y voient plutôt une satire, dirigée contre la société gaélique écossaise par une cour francophone, féodale et francisée.

## Éditions critiques
- Wilson Frescoln (éditeur scientifique), The Romance of Fergus by Guillaume Le Clerc, Philadelphie, W. H. Allen, 1983, 315 p. (édition du texte picard)[5].
- David F. Johnson (éditeur scientifique) et Geert H.M. Claassens (éditeur scientifique), Ferguut, Cambridge, D. S Brewer, coll. « Arthurian archives », 2000, 263 p. (édition de la version en néerlandais moyen avec traduction anglaise en regard).
- Romaine Wolf-Bonvin (traducteur, éditeur scientifique), La Chevalerie des sots : récits, Paris, Stock, coll. « Stock Moyen-âge », 1990, 240 p. (ISBN 2-234-02289-4) (présentation et traduction en français moderne du Roman de Fergus et de Trubert, fabliau de Douin de Lavesne).